# 葉室長親
葉室長親（はむろ ながちか、 - 応永21年（1414年））は、室町時代前期の公卿。初名は葉室定顕。

## 官歴
- 不明：正四位下、蔵人頭、右大弁
- 応永16年（1409年）：参議
- 応永18年（1411年）：従三位、播磨権守

## 系譜
- 父：葉室宗顕
- 子：葉室頼時